# チェシン公国

チェシン公国
Księstwo Cieszyńskie (pl)
Těšínské knížectví (cs)
Herzogtum Teschen (de)

チェシン公国またはテッシェン公国（チェコ語: Těšínské knížectví; ドイツ語: Herzogtum Teschen; ラテン語: Ducatus Tessinensis; ポーランド語: Księstwo Cieszyńskie）は、高地シロンスクのチェシンを首都とする独立公国で、シロンスク公国群の一つ。

## 歴史
公国はシロンスク南東部のチェシン・シレジアに位置していた。公国は1281年、封建的分裂状態に陥っていたポーランド王国から分立し、1290年よりピャスト家のシロンスク諸公の統治を受けた。チェシン公国からは、オシフィエンチム公国やザトル公国のような小規模な公国が何度も分立していった（オシフィエンチムは1315年に分かれ、ザトルはオシフィエンチムから1454年に分かれた）。
1327年、チェシン公カジミェシュ1世はボヘミア王ヨハン・フォン・ルクセンブルクに臣従した。これにより、公国は法的にはボヘミア王冠領の自治的な封土（レーエン）となった。ピャスト家の統治者達は何度か公国以外の地域を領有したこともあった。シェヴィエシュ公国や、グウォグフ公国の半分、ビトム公国の一部などである。1431年にボレスワフ1世が死ぬと、公国では公妃エウフェミアと4人の息子の共同統治が開始された。1442年には公国は4兄弟の間で分割されたため、兄弟全員が公式にはチェシンの公爵となったが、実際の統治者はボレスワフ2世とプシェミスワフ2世で、後者は1452年のボレスワフの死後に単独の統治者となった。
ヴァツワフ3世アダムの統治期、公国は君臣信教一致の原則（Cuius regio, eius religio）に従ってプロテスタント国家となったが、その後継者アダム・ヴァツワフは体制宗教をカトリックに戻した。1653年、ピャスト家最後の統治者だったエルジュビェタ・ルクレツィアが死ぬと、公国はボヘミア王家であるハプスブルク家の領土に併合された。
18世紀初め、神聖ローマ皇帝（兼ボヘミア王）カール6世は同盟関係を築くためサヴォイア公国にモンフェッラート公国を譲渡し、同国を母方の祖母エレオノーラ・マグダレナ・ゴンザーガの血統的権利から相続するはずだった従兄のロレーヌ公レオポルトにチェシンを補償として与えた。レオポルトの死後は、その息子でカール6世の娘マリア・テレジアの夫である皇帝フランツ1世が相続した。シロンスクの大部分は1742年の第一次シュレージエン戦争の結果プロイセン王国に併合されたが、チェシンはオーストリア領シュレージエンに留まった。
フランツ1世はチェシンを娘のマリア・クリスティーナとその夫のザクセン公子アルベルト・カジミールに相続させたため、夫妻はザクセン＝テッシェン公爵夫妻と呼ばれた。アルベルトとマリア・クリスティーナには実子がなかったため、寡夫となったアルベルトが死ぬと、公国は夫妻が養子に迎えたマリア・クリスティーナの甥カールが相続し、ハプスブルク＝ロートリンゲン家の分家である新しいチェシン公家（ハプスブルク＝テッシェン家）が成立した。チェシン公（テッシェン公）の称号はカールの長男アルブレヒトに引き継がれ、1895年からはその甥フリードリヒが名乗った。
チェシン公国は1804年にオーストリア帝国（1867年以後はオーストリア＝ハンガリー帝国）の一部となった。第一次世界大戦が終結すると、ポーランドやチェコが民族国家を成立させ、公国は1920年7月に開催されたスパ会議の結果、ポーランド第二共和国とチェコスロヴァキアとの間で分割された。

## 人口統計
オーストリア＝ハンガリー帝国政府が1910年に行った国勢調査では、公国は43万4000人の住民を抱えており、うちポーランド語話者が23万4000人（53.9%）、チェコ語話者が11万6000人（26.7%）、ドイツ語話者が7万7000人（17.7%）、その他が7000人（1.6%）であった。

## チェシン公
シロンスク・ピャスト家
- 1290年-1315年 ミェシュコ1世
- 1315年-1358年 カジミェシュ1世

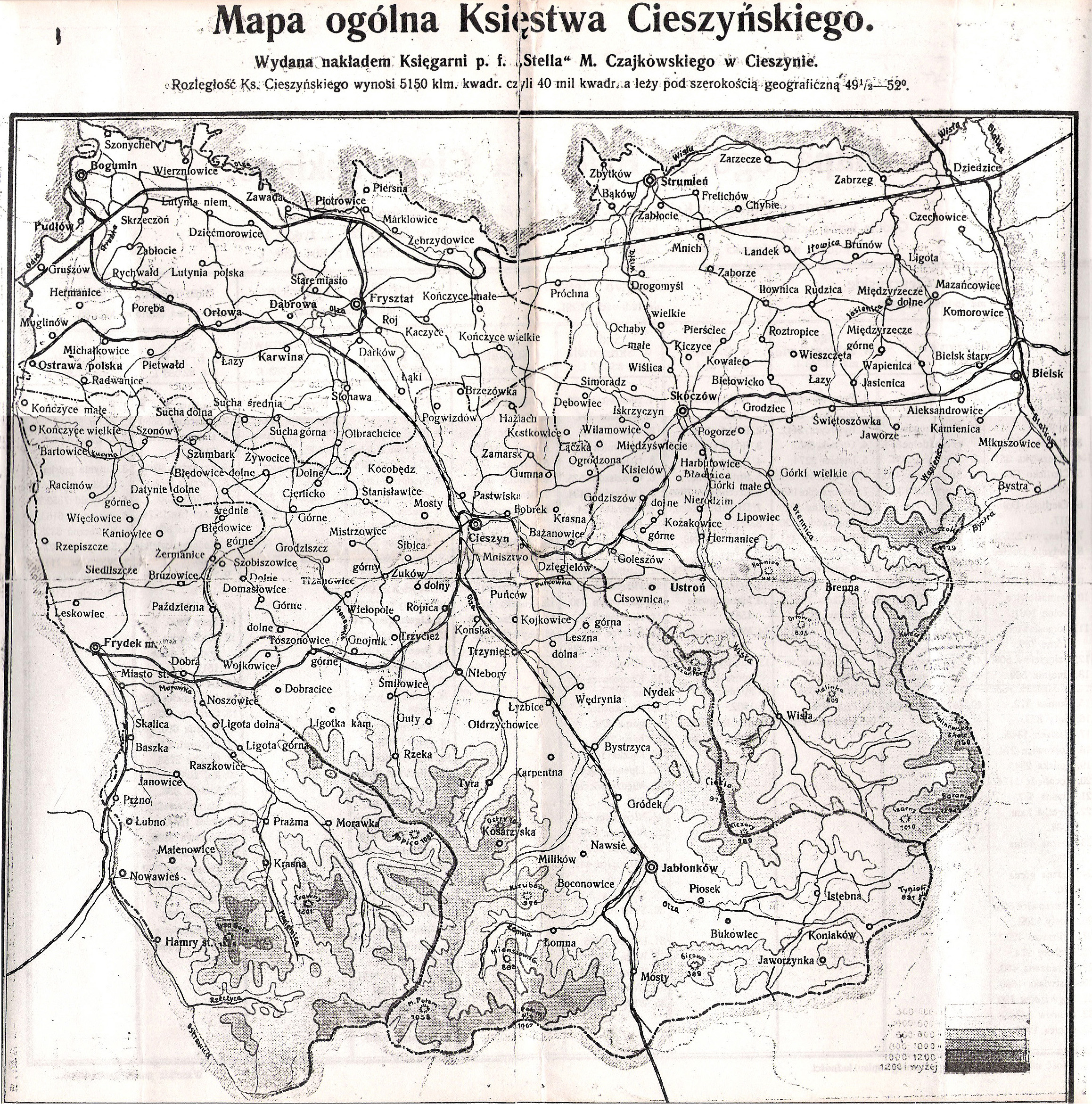
チェシン公国のポーランド語の地図、20世紀

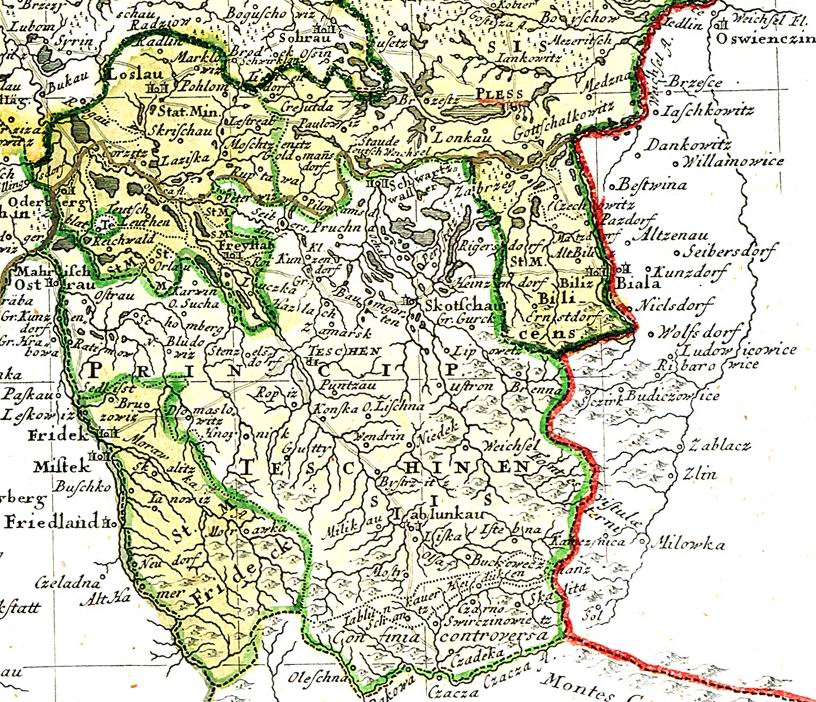
ヨハン・ホマンによる、1746年制作のチェシン公国の地図

- 1358年-1410年 プシェミスワフ1世ノシャク
- 1410年-1431年 ボレスワフ1世
- 1431年-1442年 エウフェミアおよび息子たち、ヴァツワフ1世、ボレスワフ2世、ヴワディスワフおよびプシェミスワフ2世による共同統治
- 1442年-1452年 プシェミスワフ2世、ボレスワフ2世による共同統治
- 1452年-1477年 プシェミスワフ2世
- 1477年-1528年 カジミェシュ2世
- 1528年-1579年 ヴァツワフ3世アダム
- 1579年-1617年 アダム・ヴァツワフ
- 1617年-1625年 フリデリク・ヴィルヘルム
- 1625年-1653年 エルジュビェタ・ルクレツィア

ハプスブルク家／ロレーヌ家／ハプスブルク＝ロートリンゲン家
- 1653年-1654年 ボヘミア王フェルディナント4世
- 1654年-1657年 皇帝フェルディナント3世
- 1657年-1705年 皇帝レオポルト1世
- 1705年-1711年 皇帝ヨーゼフ1世
- 1711年-1722年 皇帝カール6世
- 1722年-1729年 ロレーヌ公レオポルト
- 1729年-1765年 皇帝フランツ1世
- 1765年-1766年 皇帝ヨーゼフ2世
- 1766年-1798年 マリア・クリスティーナ（共同統治）
- 1766年-1822年 アルベルト・カジミール（1798年まで共同統治）
- 1822年-1847年 カール
- 1847年-1895年 アルブレヒト
- 1895年-1918年 フリードリヒ